# Ch’ŏnt’ae chong
Ch’ŏnt’ae chong (천태) – koreańska szkoła buddyjska będąca odpowiednikiem chińskiej szkoły tiantai zong (天台宗).
Szkoła ta została założona przez Hyŏngwanga, który działał w latach 539–575. Podróżował on do Chin, gdzie rozpoczął studia buddyjskie; jego nauczycielem był Nanyue Huisi (515–577), jeden z dwu prekursorów idei tiantai i nauczyciel Zhiyi (538–597). Hyŏngwang powrócił do Korei i zdobył sławę jako nauczyciel swojej szkoły.
W tym samym czasie nauki tej tradycji wprowadził do królestwa Goguryeo mnich P'ayak (562–613), uczeń samego Zhiyi. Według niektórych historycznych przekazów Yŏngwang z Silli był również uczniem Zhiyiego, jednak ponieważ miał on przybyć do Chin w okresie 601-604, a Zhiyi zmarł w 597 r., jest niemożliwe aby się spotkali.
W okresie Zjednoczonego Państwa Silla, mnich Nangji działający w latach 661–680, prowadził nauczanie Sutry Lotosu, głównego tekstu szkoły, co zjednało mu sławę, a jego czyny przysporzyły mu opinię cudotwórcy.
Tradycja ta jednak w konfrontacji z rozwiniętymi szkołami hwaŏm i sŏn nie osiągnęła statusu niezależności i dopiero wysiłki Taegaka Ŭich’ŏna (1055–1101) doprowadziły ją do pełnej autonomii. Zainteresował się on naukami ch’ŏnt’ae chong po przeczytaniu Pŏphwa chongyo autorstwa słynnego Wŏnhyo, którego sam Ŭich’ŏn uważał za właściwego założyciela szkoły. Równocześnie zetknął się także z naukami Ch’egwana, który w 960 r. udał się do Chin i po powrocie stał się najważniejszą postacią szkoły, pozostawiając po sobie tekst Tiantai sijiao.
Ŭich’ŏn tak rozwinął szkołę, że dopiero on jest uważany za jej założyciela. Otrzymał wsparcie dworu, popierającego tę synkretyczną, czyli równocześnie i ekumeniczną tradycję, niestety zmarł w 46 r. życia, co zatrzymało dalszy rozwój tej szkoły.
Ŭich’ŏn chciał wykorzystać synkretyczny charakter nauk ch’ŏnt’ae do połączenia szkół sŏnu ze szkołami kyo (doktrynalnymi). Uważał on, że zarówno sŏn jak i kyo zapomniały o tym, że medytacja była pierwotnie intergralną częścią praktyki wszystkich szkół buddyjskich, łącznie z tymi nastawionymi tylko na studiowanie tekstów. Jednak stopniowo zarówno sŏn jak i kyo spolaryzowały swoje poglądy; szkoły doktrynalne zajęły się niemal wyłącznie studiami teoretycznymi pomijając medytację, a szkoły sŏn porzuciły studia tekstów, całkowicie faworyzując medytację. Ŭich’ŏn całkowicie skrytykował obie te postawy – bronił zarówno studiowania jak i medytacji, jako wzajemnie się uzupełniających.
Jednak zdecydowanie mocniej zaatakował szkołę sŏn. Prawdopodobnie był to skutek uprzedzeń szkoły tiantai do chanu w Chinach. Przypomniał, że Bodhidharma przekazał z miskami i szatą swojemu następcy również
Sutrę Lankawatarę, a Huineng nauczał Sutry Diamentowej i Pradźniaparamity. Jednak sŏn w Korei o tym zapomniał i bardzo ciasno zrozumiał wypowiedź Bodhidharmy bez słów i mowy. Dla Ŭich’ŏna sŏn był na pograniczu "herezji".
Po jego śmierci tradycja ta stała się szybko jedną z wielu. Jednak jego nastawienie przeciw szkołom sŏn nie wprowadzało ducha zgody do sangi buddyjskiej, więc szkoły sŏn odsunęły się jeszcze bardziej. Z pewnego punktu widzenia jego działania spowodowały oczywiste wzmocnienie się szkół sŏn, gdyż najpierw zgromadził on wokół siebie licznych, najbardziej utalentowanych mnichów ze wszystkich 9 górskich szkół sŏn w celu pomocy przy rozwijaniu szkoły ch’ŏnt’ae, a później wyrzucił wszystkie teksty sŏnu ze swojej kompilacji Uzupełnienie do Tripitaki. Nadało to szkołom sŏn impet i energię.
Ironia historii sprawiła, że tradycja ch’ŏnt’ae w jakiś czas potem w opinii społeczeństwa, zaczęła być traktowana jako jedna ze szkół sŏn. Cios ostateczny został zadany w szóstym roku panowania króla Sejonga (pan. 1418–1450), gdy nastąpiło skomasowanie siedmiu tradycji buddyjskich w Korei – w dwie: szkołę medytacyjną i szkołę doktryny. Ch’ŏnt’ae została włączona do zjednoczonej wcześniej szkoły sŏn – chogye.
Obecnie tradycja ch’ŏnt’ae/cheontae jest odrębnym zakonem, jednak jest bardzo zbliżona do tradycji chogye.
Zobacz:
- Tiantai
- Tendai